# (126155) 2001 YJ140
2001 واي جاي 140 (ويعرف أيضًا باسم (126155) 2001 واي جاي 140 وفق تسمية الكوكب الصغير) (بالإنجليزية: 2001 YJ140) هو كويكب ضمن حزام الكويكبات؛ وترتيبه 126155 من حيث الاكتشاف.
اكتُشف هذا الجُرم الفلكي بواسطة مايكل براون في 20 ديسمبر 2001.

## وصلات خارجية
- (126155) 2001 YJ140 في قاعدة بيانات مختبر الدفع النفاث لأجرام النظام الشمسي الصغيرة

- الاكتشاف · مخطط المدار ·  العناصر المدارية · المعلمات المادية

- (126155) 2001 YJ140 على موقع ويكي سكاي: DSS2, SDSS, GALEX, IRAS, Hydrogen α, X-Ray, Astrophoto, Sky Map, Articles and images